# Alapi tabac
Sipia laemosticta
Espèce
Synonymes
- Myrmeciza laemosticta Salvin, 1865[1]

Statut de conservation UICN

 LC  : Préoccupation mineure
L'Alapi tabac (Sipia laemosticta) est une espèce de passereaux de la famille des Thamnophilidae. Il vit du sud de l'Amérique centrale jusqu'en Colombie.

## Description
Cet oiseau mesure environ 15 cm de longueur. Il présente un plumage d'ensemble brun sombre avec la tête et les épaules grises. Ces dernières sont marquées de petites taches blanches. Les iris sont rouges.

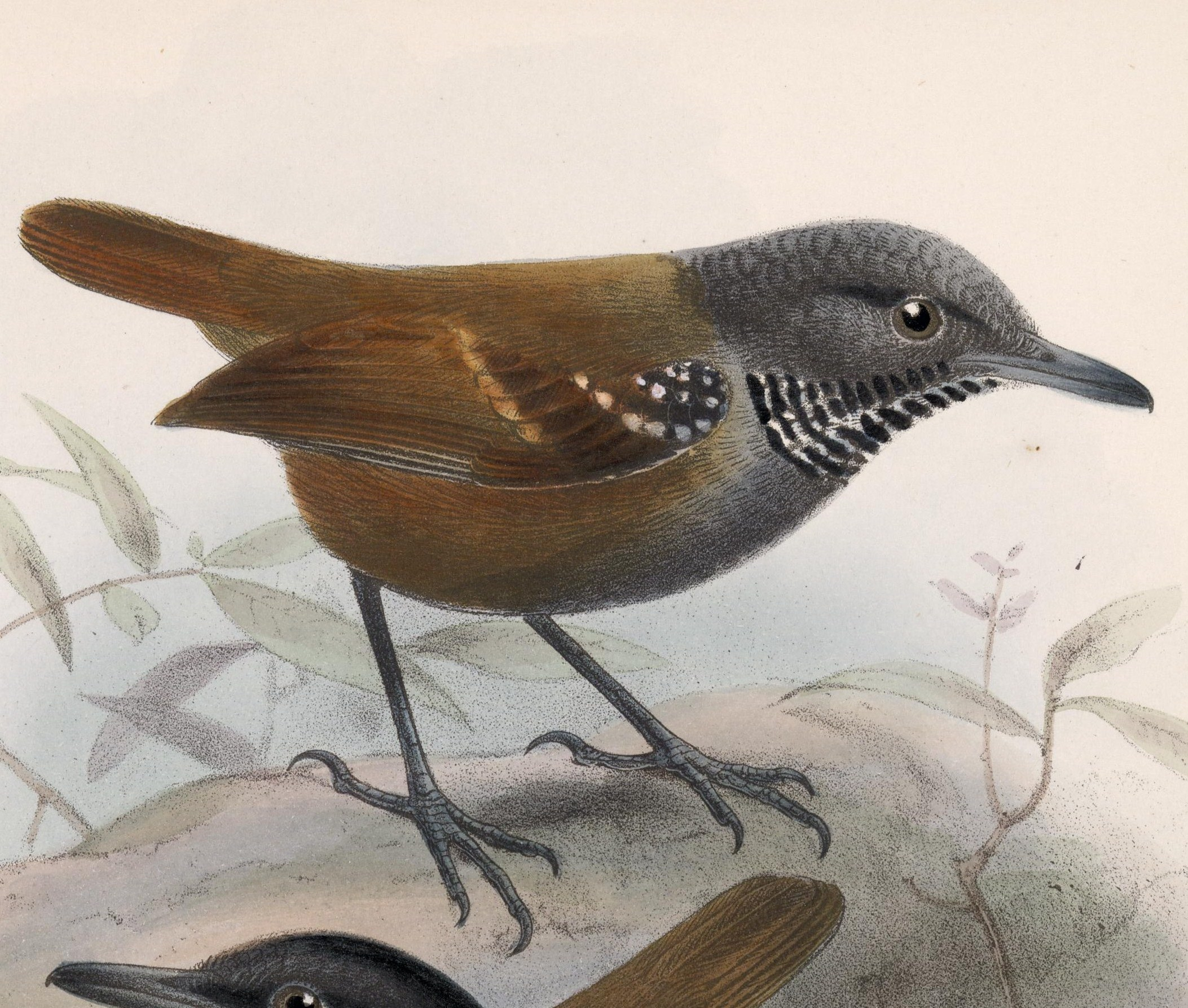
Planche zoologique par John Gerrard Keulemans, 1902
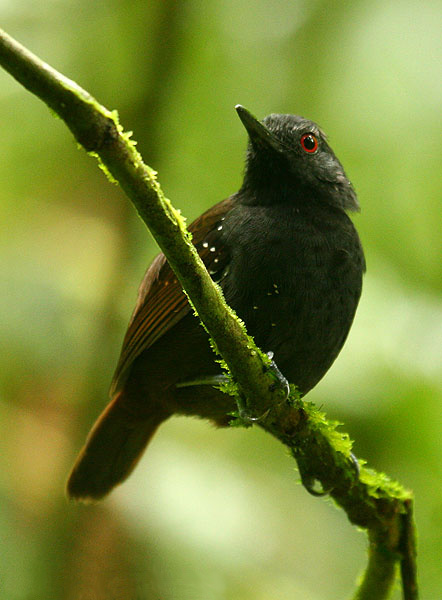
Alapi tabac, adulte, vue ventrale, au Costa Rica

## Répartition
Cet oiseau se rencontre au Costa Rica, au Panama et dans l'extrême nord-ouest de la Colombie.

## Habitat
Cette espèce peuple la forêt tropicale humide, aussi bien en plaine qu'en montagne.

## Taxonomie
En 2018, l'espèce a été rattachée au genre Sipia par le Congrès ornithologique international, toutefois certaines références,,,,, la rattachent toujours au genre Myrmeciza.